# Cung điện mái đồng
Cung điện mái đồng (tiếng Ba Lan: pałac Pod Blachą) là một cung điện thế kỷ 18 ở thủ đô Warsaw, Ba Lan. Nó có tên xuất phát (mà ít được nói chính xác trong tiếng Ba Lan gốc) từ hình ảnh mái đồng, một điều hiếm thấy trong kiến trúc nửa đầu của thế kỷ 18. Từ năm 1989, Cung điện là một chi nhánh của Bảo tàng Lâu đài Hoàng gia.
Cung điện tiếp giáp với Lâu đài Hoàng gia của Warsaw và trên một con dốc từ Quảng trường Lâu đài và Phố cổ của Warsaw. Bên dưới cung điện, một nhà nghỉ thế kỷ 17 vẫn còn tồn tại.

## Lịch sử
Ngôi nhà cổ xưa của Wawrzyniec Reffus được xây dựng vào năm 1651-56. Sau khi bị quân đội của George II Rákóczi phá hủy năm 1657, nó đã được tu sửa lại hoàn toàn vào năm 1698-1701 để dành cho Jerzy Dominik Lubomirski.
Lubomirski đã xây dựng một cánh phía nam, vuông góc với phần còn lại của cấu trúc, và mở rộng độ cao ở phía tây. Ngay sau đó, cung điện được gọi là Palais Martin theo tên cháu trai của Lubomirski. Năm 1720, cung điện được xây dựng lại với việc bổ sung cánh thứ hai ở phía bắc; và nội thất được trang trí bằng những bức tranh rococo.
Sau năm 1777, cung điện được chuyển sang quyền sở hữu cho vị vua cuối cùng của Ba Lan, Stanisław August Poniatowski, người đã thuê kiến trúc sư Domenico Merlini thiết kế lại các phòng và cánh của thư viện Lâu đài Hoàng gia. Nhà vua sau đó đã trang trí cung điện lại cho cháu trai của mình, Hoàng thân Józef Poniatowski. Hoàng thân là một người chỉ huy thành công trong Cuộc nổi dậy Kościuszko năm 1794, và sau đó là một trong những nguyên soái của Napoleon Bonaparte. Thuộc quyền sở hữu của Hoàng thân, Cung điện trở thành một trung tâm của tầng lớp thượng lưu ở Warsaw lúc bấy giờ.
Khi Warsaw trở thành một phần của Vương quốc Phổ sau Phân vùng lần thứ ba của Ba Lan (1795), Cung điện đã trở thành trụ sở của Bộ Chiến tranh Phổ.
Cung điện mái đồng bị đốt cháy một cách có chủ ý vào năm 1944 bởi quân đội Đức đang chiếm đóng. Vào năm 1948-49, nó đã được xây dựng lại, dựa trên những bức tranh thế kỷ 18 do Bernardo Bellotto.
Cung điện hiện là một bảo tàng, một phần của Lâu đài Hoàng gia Warsaw, và là nơi hoạt động của thư viện lịch sử và là triển lãm thường trực của những tấm thảm phương Đông.

## Hình ảnh

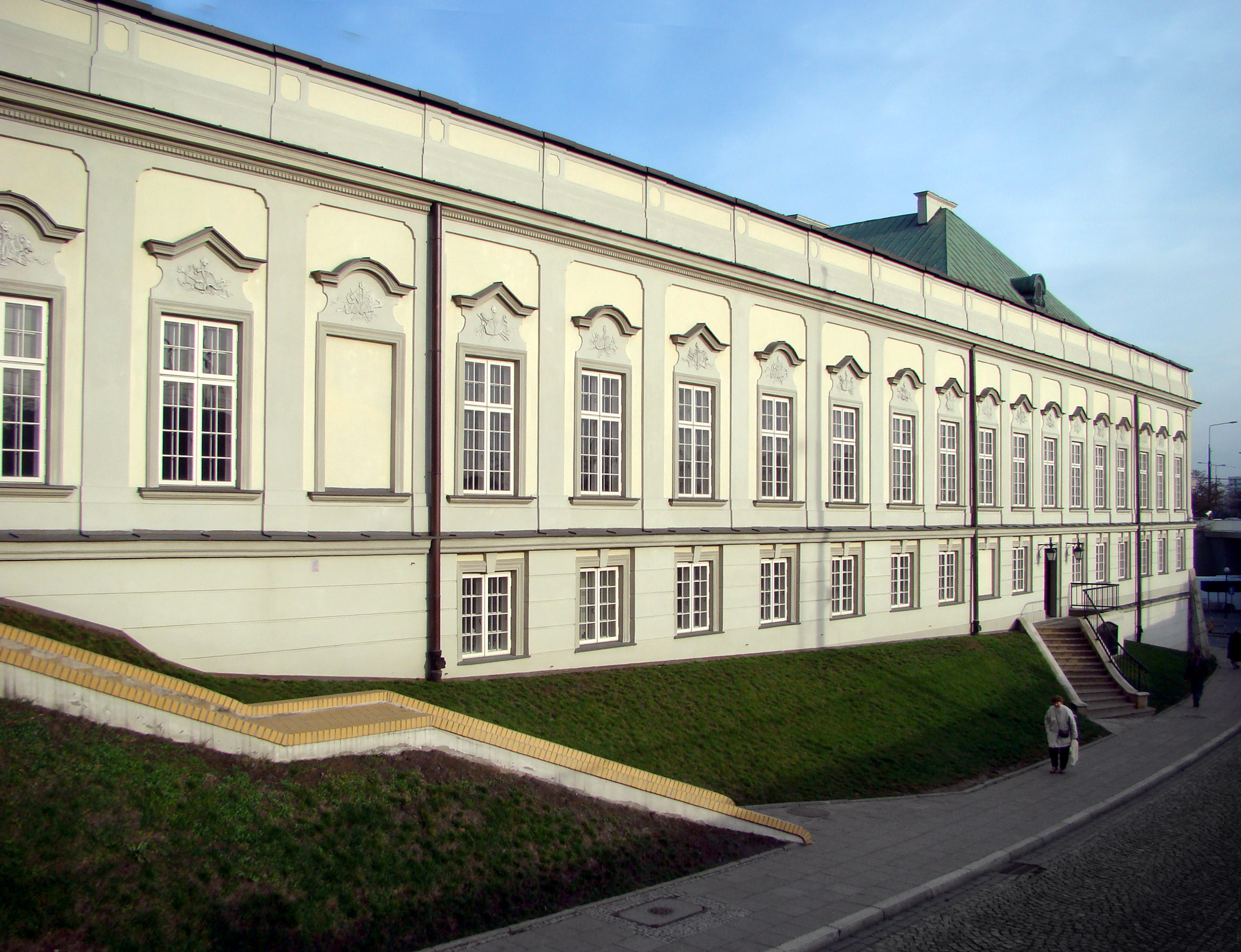
Mặt phía nam
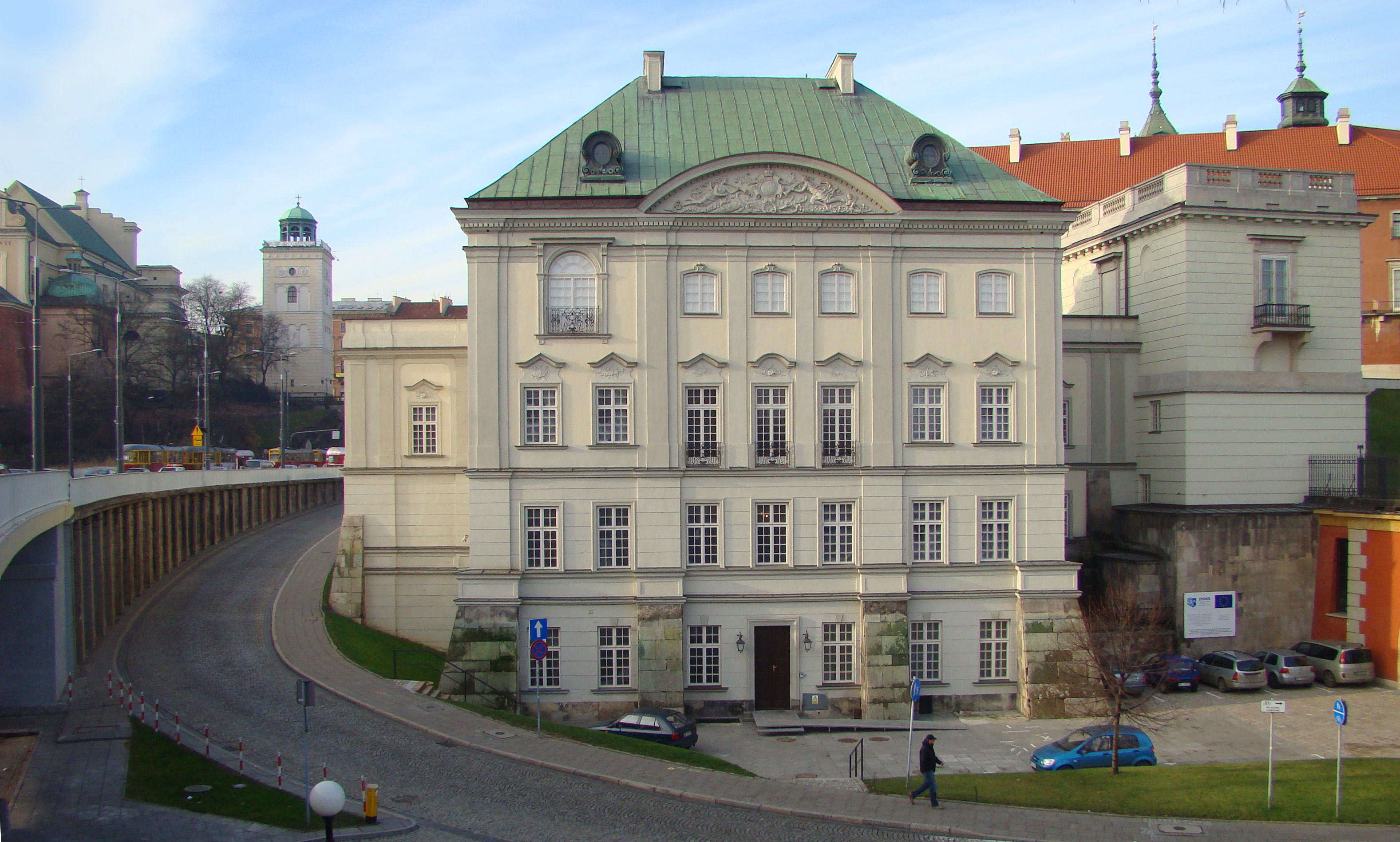
Mặt phía đông, Nhà thờ St. Anne bên trái, Lâu đài hoàng gia bên phải
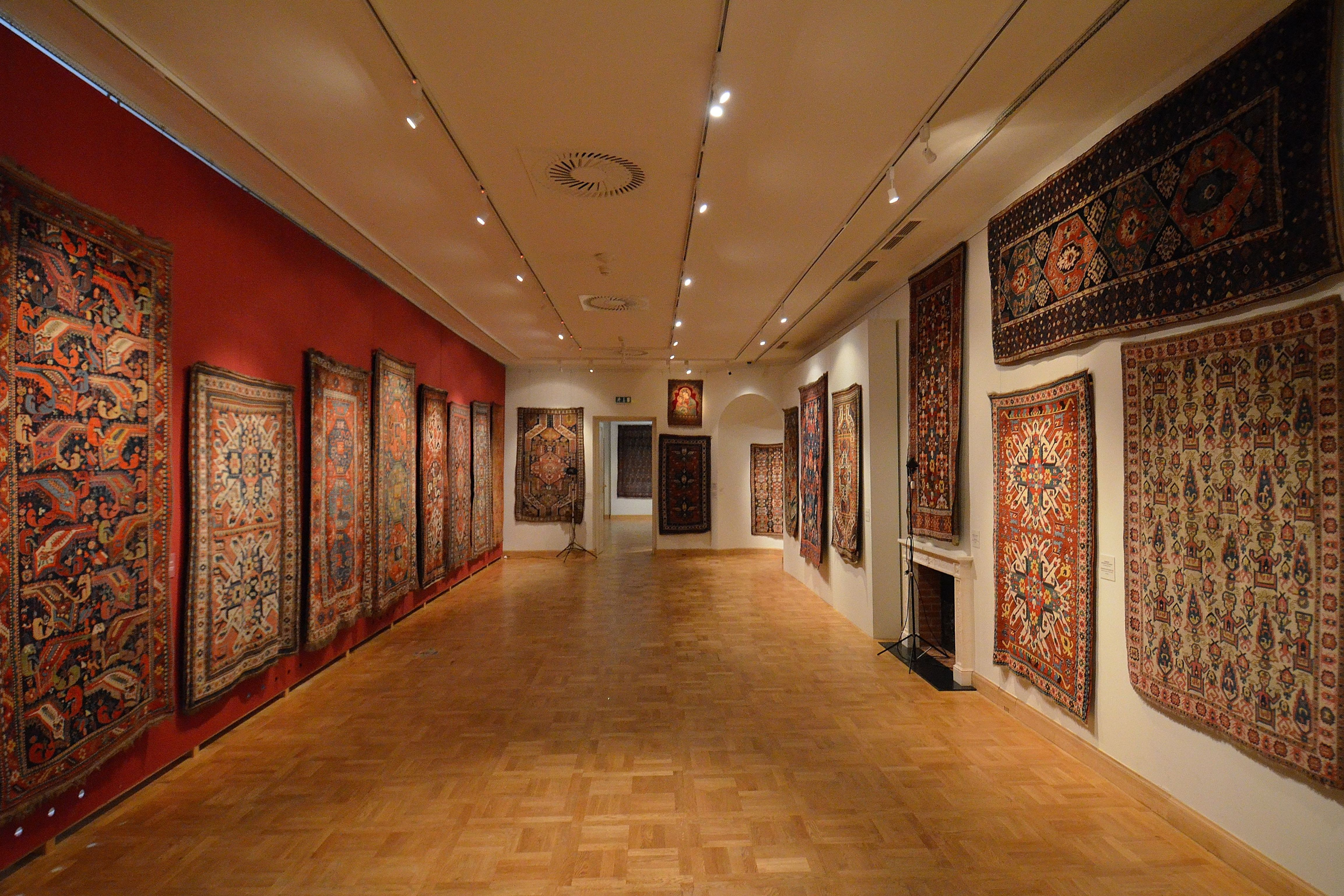
Trưng bày thảm phương Đông
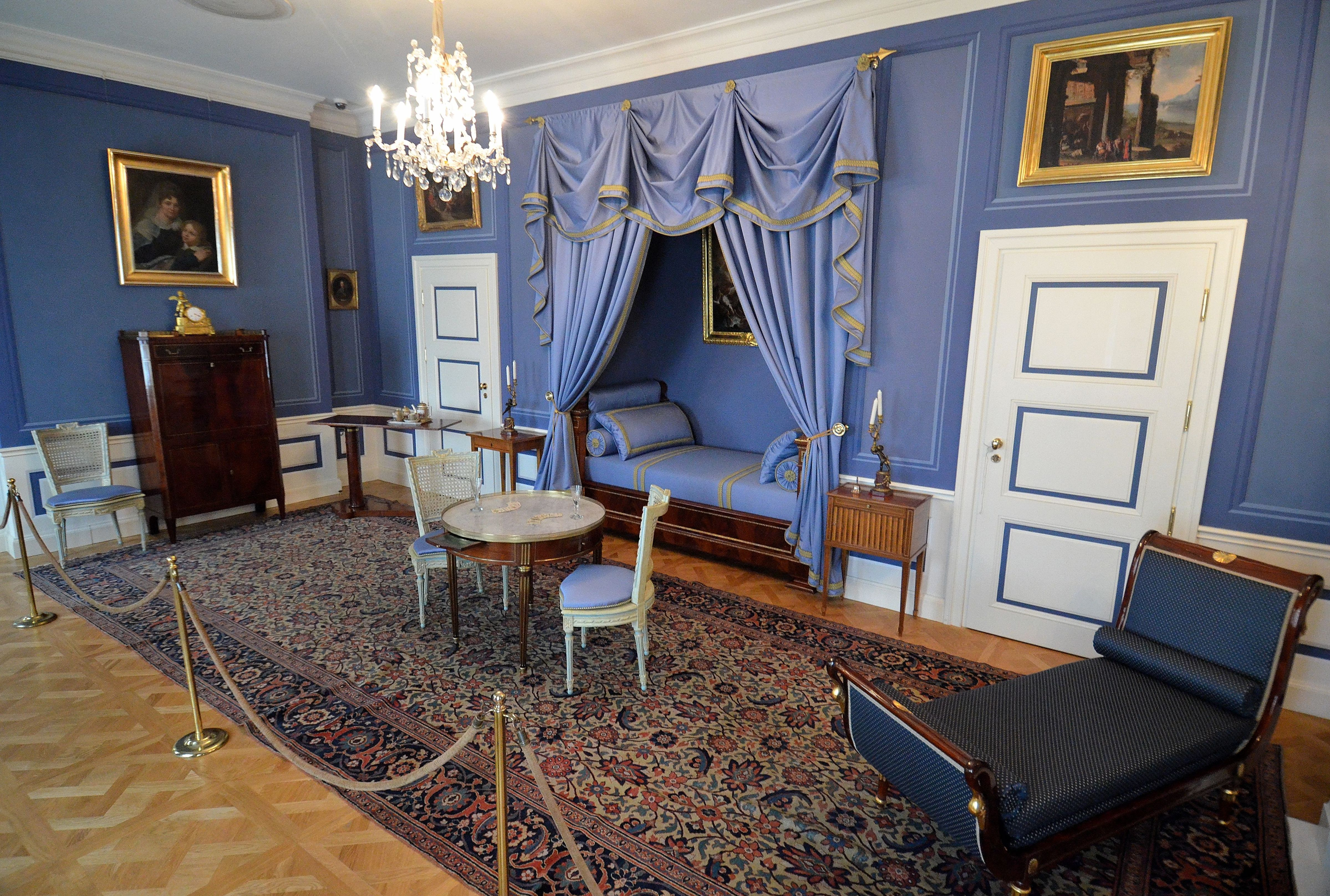
Giường ngủ của hoàng tử Józef Poniatowski
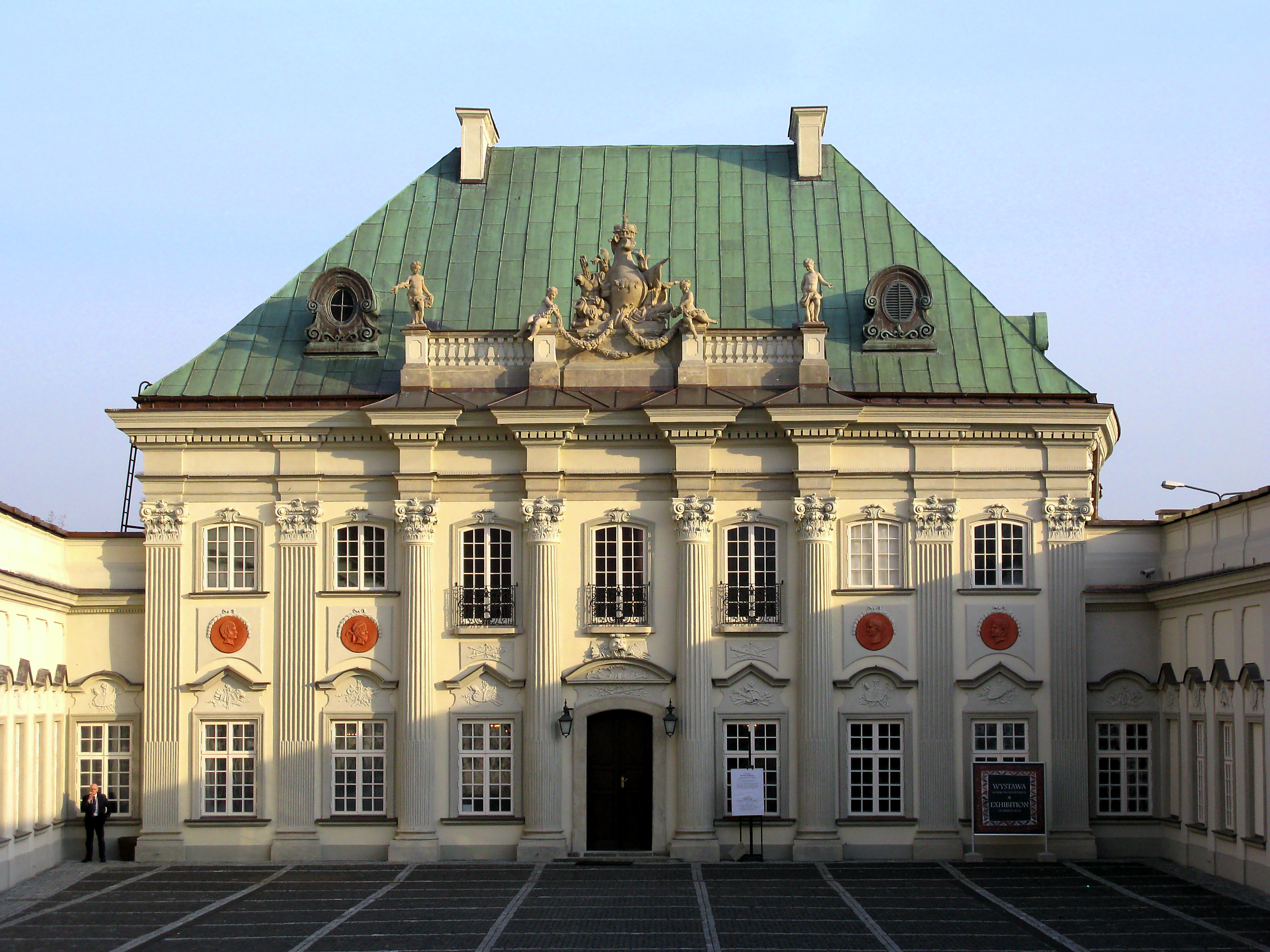
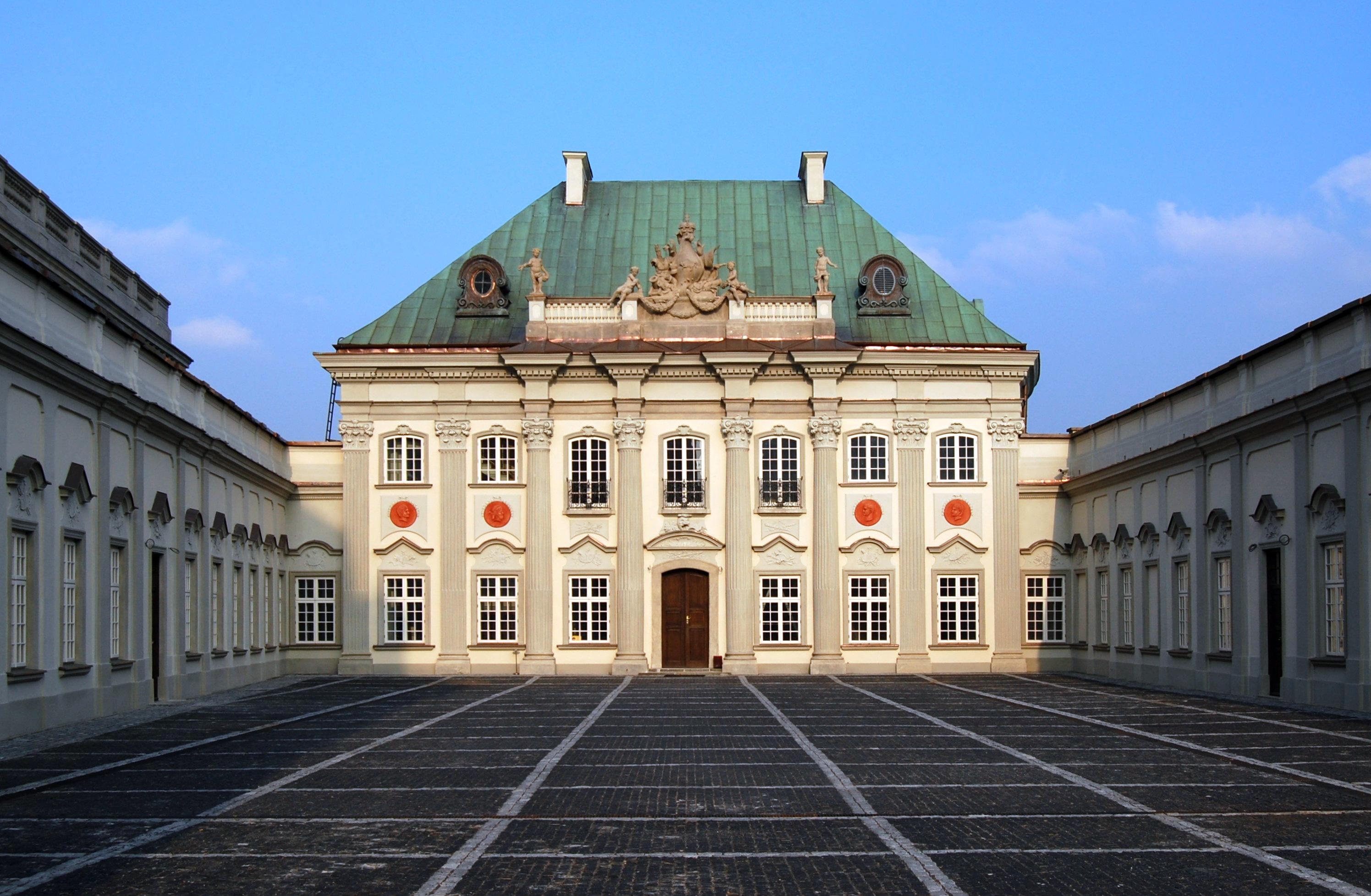